# Ken Alder
Ken Alder (* 14. April 1959) ist ein US-amerikanischer Historiker.

## Leben
Alder studierte an der Harvard University und erhielt dort 1981 einen Bachelor of Arts, sowie 1991 einen Ph.D. in Wissenschaftsgeschichte. Nach seiner Promotion nahm er seine Lehrtätigkeit an der Northwestern University auf, von 1991 bis 1997 als Assistant Professor für Geschichte, von 1997 bis 2003 als Associate Professor für Geschichte und seit 2003 als Professor für Geschichte. Gleichzeitig ist er seit 2003 Milton H. Wilson Professor in the Humanities. Zuvor war er bereits von 1999 bis 2003 Harold and Virginia Anderson Outstanding Teaching Professor gewesen. Des Weiteren ist er seit 2014 Vorsitzender des Department of History der Universität.
Neben seiner Lehrtätigkeit an der Northwestern University war er von 1999 bis 2000 Visiting Scholar am Centre de Sociologie de l’Innovation der École Nationale Supérieure des Mines de Paris in Paris, sowie von 2001 bis 2002 bei der American Bar Foundation in Chicago. Von 2010 bis 2011, sowie erneut von 2013 bis 2014 war er Visiting Scholar am Department of History der New York University. 2012 war er Visiting Scholar an der École des Hautes Études en Sciences Sociales in Paris. 2015 war er Visiting Scholar am Max-Planck-Institut für Wissenschaftsgeschichte in Berlin-Dahlem.
Sein Buch Engineering the Revolution: Arms and Enlightenment in France, 1763-1815. erhielt 1998 den Dexter Prize der Society for the History of Technology. Sein Buch The Measure of All Things: The Seven-Year Odyssey and Hidden Error that Transformed the World wiederum erhielt 2003 den Dingle Prize der British Society for the History of Science, sowie den Watson Davis and Helen Miles Davis Prize der History of Science Society und war 2004 einer der beiden Gewinner des Kagan Prize der Historical Society. Es behandelt die Vermessung des Meridians und Festlegung des Meters durch Jean-Baptiste Joseph Delambre und Pierre Méchain zur Zeit der französischen Revolution.
2012 wurde er Fellow der American Academy of Arts & Sciences. Alder ist unter anderem Mitglied der History of Science Society, der Society for the History of Technology und der American Historical Association. Neben seiner wissenschaftlichen Arbeit veröffentlichte er 1987 mit The White Bus: A Novel einen Jugendroman.

## Veröffentlichungen (Auswahl)
Sachbücher
- Engineering the Revolution: Arms and Enlightenment in France, 1763-1815. (1997, Princeton: Princeton University Press)
- The Measure of All Things: The Seven-Year Odyssey and Hidden Error that Transformed the World. (2002, New York: The Free Press) (dt.:  Das Maß der Welt : die Suche nach dem Urmeter. München: C. Bertelsmann 2003. ISBN 3570005453.)
- The Lie Detectors: The History of an American Obsession. (2007, New York: The Free Press)

Romane
- The White Bus: A Novel. (1987, New York: St. Martin’s Press)